# AsteroidOS

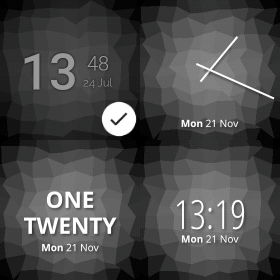
Interfaces d'affichages de l'heure disponible sur AsteroidOS

AsteroïdOS est une distribution Linux à destination des montres connectées. Il est utilisé pour remplacer le système Android. L'objectif du projet est de "porter un système libre au poignet".
Il a reçu la note 3.5/5 dans sa première version sur Wareable.com.

## Architecture logicielle
AsteroïdOS est une distribution Linux fondée sur OpenEmbedded. Il fonctionne avec le noyau Linux et systemd. Le système embarque divers modules logiciels, tels que Lipstick et MCE, issus du projet SailfishOS.
L'interface est codée en Qt5 et les applications en QML. Le "lanceur" Asteroïd est personnalisable, et écrit pour Wayland. Elle se base au plus haut niveau de la librarie Hybris pour permettre la compatibilité avec la gamme de GPU Bionic.

## Application par défaut
- Agenda
- Alarme
- Calculatrice
- Compas
- Diamonds: un jeu inspiré de 2048.
- Torche, utilisant l'écran comme lampe.
- Podomètre et capteur cardiaque
- Musique
- Paramètres : Heure, Date, Langue, Bluetooth, Luminosité, AOD(appareils spécifiques), Mode Nuit, Fond d'écran, Lanceurs personnalisés, "habillages/skik de l'interface" et mode USB (Chargement,ADB ,SSH ,MTP)
- Chronomètre
- Minuteur
- Météo